# Victor de Blocq van Kuffeler

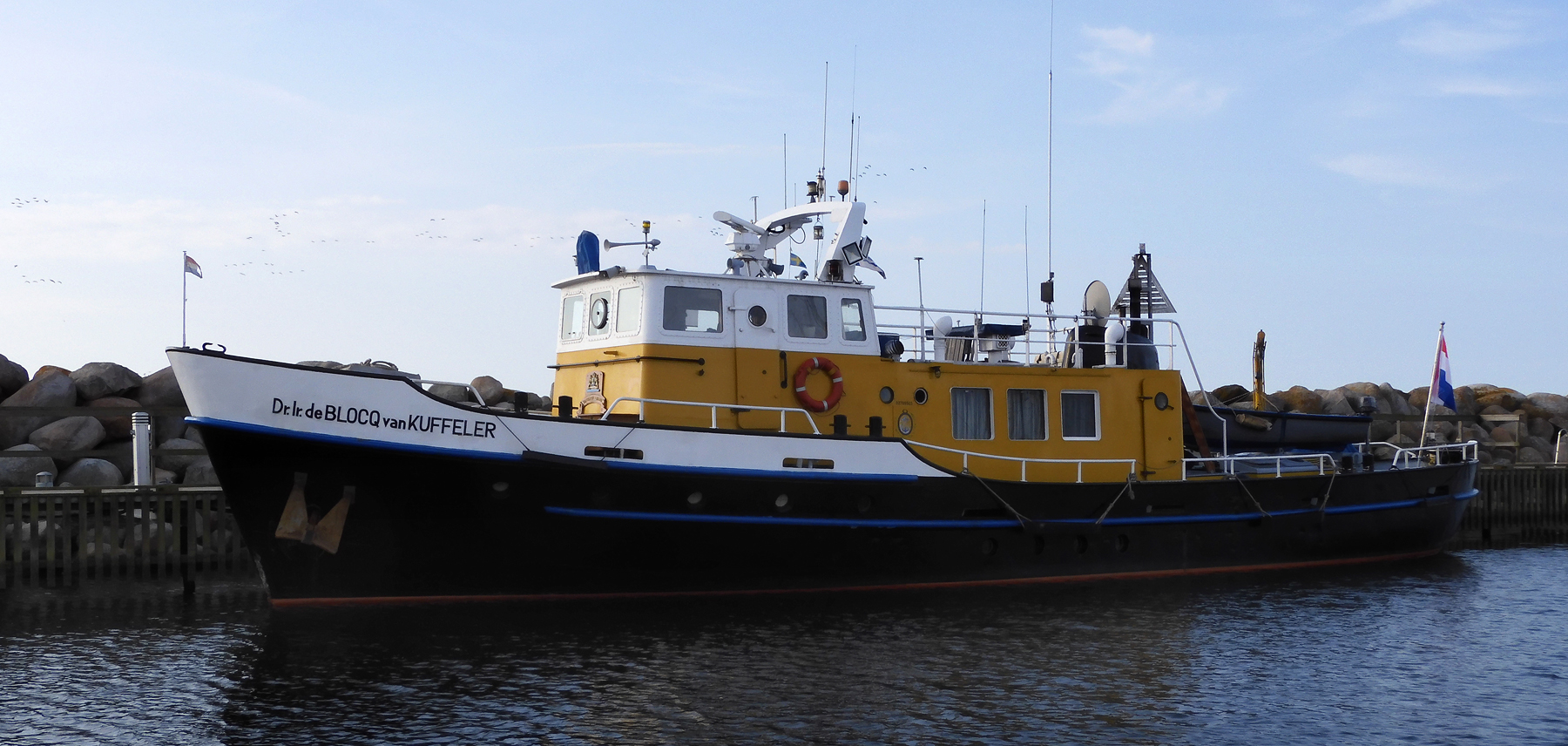
Dr.Ir. de Blocq van Kuffeler, Ystad 2021.

Victor Jean Pierre de Blocq van Kuffeler (kortweg Van Kuffeler, Rhenen, 22 maart 1879 - Den Haag, 1 juni 1963) was een Nederlands waterbouwkundige. In 1900 studeerde hij af als civiel ingenieur aan de Polytechnische School te Delft. Nog datzelfde jaar trad hij in dienst van Rijkswaterstaat, waar hij diverse functies bekleedde.
Van Kuffeler zette het werk van de in 1929 overleden Cornelis Lely voort. Victor Jean Pierre de Blocq van Kuffeler was de tweede man van Hendrik Wortman die was benoemd tot inspecteur-generaal, de hoogste functie bij Rijkswaterstaat.
Kuffeler levenswerk was de uitvoering van de Zuiderzeewerken. Kuffeler had voor de Eerste Wereldoorlog een plan gemaakt voor de drooglegging van de Wieringenmeer. In beginsel bestonden de werkzaamheden van de nieuwe dienst vooral uit peilen en meten. Er was door Lely en de verschillende onderzoek commissies die zich sinds de late negentiende eeuw met de Zuiderzeewerken hadden bezig gehouden al wel veel werk verricht, maar al die resultaten waren niet volledig of zij waren tot stand gekomen met technische hulpmiddelen die anno 1920 als ouderwets golden. Stroommetingen, dieptepeilingen en grondboringen om te kijken of er voldoende zand en klei gewonnen konden worden voor de dijkbouw waren van groot belang om de vertaalslag van papier naar uitvoering op een verantwoorde wijze te kunnen maken. Een niet onbelangrijk resultaat van al deze activiteiten was dat, op aanwijzing van lokale vissers, grote hoeveelheden zwaar keileem werden gevonden die gebruikt konden worden voor de dijkbouw.
In 1922 was hij ook betrokken bij het opstellen van een nota over de afsluiting van het IJ.
Wegens zijn verdiensten voor de afsluiting en gedeeltelijke droogmaking van de Zuiderzee werd hem in 1949 door de TH in Delft een eredoctoraat verleend
Hij was lid van de Zuiderzeeraad en na 1953 ook lid van de Deltacommissie.
Net als Lely maakte ook Van Kuffeler de voltooiing van de Zuiderzeewerken niet meer mee. Hij overleed in 1963, zes jaar voordat Zuidelijk Flevoland droog viel. Het plan voor de Markerwaard, waaraan Van Kuffeler eveneens heeft gewerkt, is niet gerealiseerd. Het gemaal De Blocq van Kuffeler bij Almere is naar Van Kuffeler vernoemd.
Van zijn publicaties noemen we: Verslag der onderzoekingen ... voor ... den aanleg van een gedeelte van de afsluiting der Zuiderzee en indijking en droogmaking van de Wieringermeer (3 dln., 1914), De ontwikkelingsgang bij de Zuiderzeewerken(1950) en Veertig jaar Zuiderzeewerken (rede bij aftreden uit de Zuiderzeeraad, 1960)

## Bron
- Victor Jean Pierre de Blocq van Kuffeler - een biografie in het Tijdschrift voor Waterstaatsgeschiedenis, 2006
- De ontwikkelingsgang bij de Zuiderzeewerken / door V.J.P. de Blocq van Kuffeler, 1950
- De plannen tot afsluiting en droogmaking der Zuiderzee : voordracht / van V.J.P. de Blocq van Kuffeler, 1910
- Rapport Deltacommissie / [voorz.: A.G. Maris ; voorz. redactiecommissie: V.J.P. de Block van Kuffeler], [1960-1961]
- Rapport van de commissie van advies in zake verbetering van den Drechterlandschen Noorderdijk / [B. Hoogenboom, J.P. van Vlissingen en V.J.P. de Blocq van Kuffeler], 1916
- Verslag der onderzoekingen van het bureau voor het opmaken van een meer uitgewerkt plan met begroting voor den aanleg van een gedeelte van de afsluiting der Zuiderzee en indijking en droogmaking van de Wieringermeer / samengest. door V.J.P. de Blocq van Kuffeler
- Bouwens, Bram, Sluyterman, Keetie E. (2000). Verdiept verleden, een eeuw Koninklijke Boskalis Westminster en de Nederlandse baggerinustrie. Boom.